# Anolis altavelensis
Anolis altavelensis (аноліс Нобле) — вид ігуаноподібних ящірок родини анолісових (Dactyloidae). Ендемік Домініканської Республіки.

## Поширення і екологія
Аноліси Нобле є ендеміками невеликого острівця Альто-Вело, розташованого на південь від Гаїті. Зустрічаються на стовбурах дерев, скелях і в кущах.

## Збереження
МСОП класифікує цей вид як такий, що перебуває на межі зникнення. Anolis altavelensis загрожують знищення природного середовища, руйнівні шторми та хижацтво з боку інвазивних кішок.